# Alatri
Alatri (latinsky: Aletrium) je město v provincii Frosinone v italské oblasti Lazio. Město leží 74 kilometrů jihovýchodně od Říma. Z turistických atraktivit se město může pyšnit katedrálou, vinohrady či olivovými sady. V blízkosti se nachází kartusiánský klášter Trisulti a velká krápníková jeskyně.

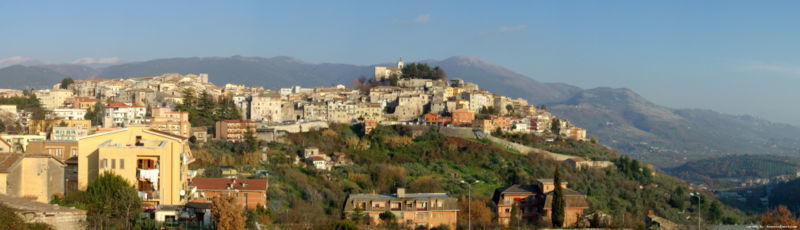
Panorama Alatri

## Geografie
Sousední obce: Collepardo, Ferentino, Frosinone, Fumone, Guarcino, Morino (AQ), Trivigliano, Veroli, Vico nel Lazio.

## Demografie
Počet obyvatel

## Partnerská města
- Alife, Itálie
- Pietrelcina, Itálie
- Clisson, Francie
- Saint-Lumine-de-Clisson, Francie
- Gétigné, Francie
- Gorges, Francie
- Dirfi, Řecko